# Cases-de-Pène
Cases-de-Pène är en kommun i departementet Pyrénées-Orientales i regionen Occitanien i södra Frankrike. Kommunen ligger i kantonen Rivesaltes som tillhör arrondissementet Perpignan. År 2022 hade Cases-de-Pène 978 invånare.

## Befolkningsutveckling
Antalet invånare i kommunen Cases-de-Pène
| Referens: INSEE |